# 维达尔巴
维达尔巴（義大利語：Viddalba），是意大利萨萨里省的一个市镇。总面积48.83平方公里，人口1705人，人口密度34.9人/平方公里（2009年）。ISTAT代码为090082。